# Kaliwungu (Bruno)
Kaliwungu is een bestuurslaag in het regentschap Purworejo van de provincie Midden-Java, Indonesië. Kaliwungu telt 3680 inwoners (volkstelling 2010).